# Engyum euchare
Engyum euchare är en skalbaggsart som först beskrevs av Martins 1960.  Engyum euchare ingår i släktet Engyum och familjen långhorningar.
Artens utbredningsområde är Venezuela. Inga underarter finns listade i Catalogue of Life.